# Jan Yi Yun-il
Jan Yi Yun-il (kor. 이윤일 요한) (ur. 1823 w Hongju w prowincji Chungcheong w Korei; zm. 21 stycznia 1867 w Daegu w Korei) – koreański katechista, męczennik, święty Kościoła katolickiego. 
Jan Yi Yun-il urodził się w Hongju w prowincji Chungcheong w rodzinie katolickiej. W późniejszym czasie przeniósł się do Mungyong w ówczesnej prowincji Gyeongsang. Ożenił się i miał kilkoro dzieci. 
Podczas prześladowań katolików w Korei, został aresztowany między 7 listopada a 6 grudnia 1866 roku. Umieszczono go w więzieniu w Mungyong, a następnie w Sangju. Pomimo namów i tortur Jan Yi Yun-il nie wyrzekł się wiary i w związku z tym został skazany na śmierć 4 stycznia 1867 roku. Po ponownych torturach przesłano go do Daegu, na przedmieściach którego został ścięty 21 stycznia.
Dzień jego wspomnienia przypada 20 września (w grupie 103 męczenników koreańskich).
Beatyfikowany 6 października 1968 r. przez Pawła VI, kanonizowany 6 maja 1984 r. w Seulu przez Jana Pawła II w grupie 103 męczenników koreańskich.